# Wohnhaus Alleestraße 10

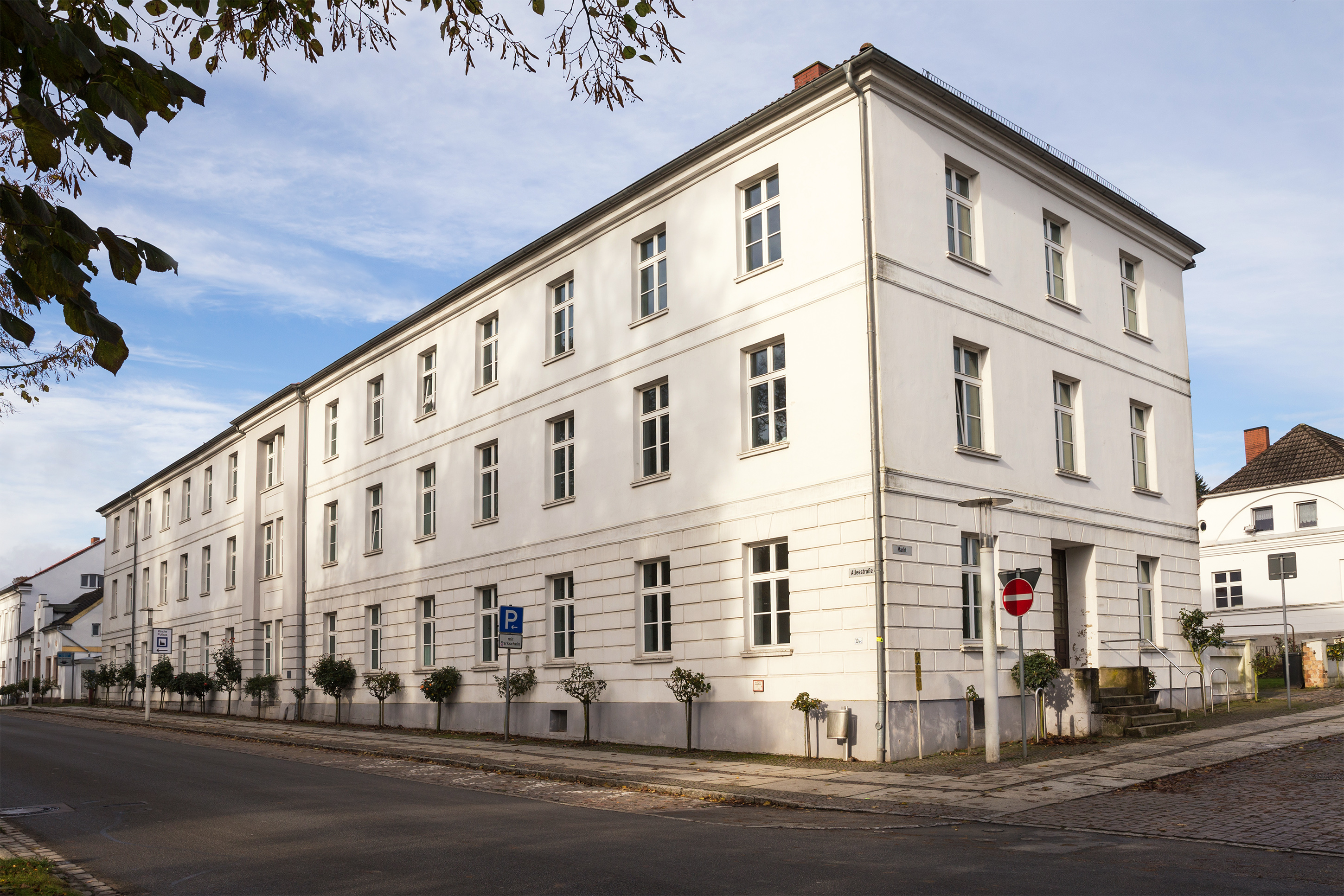

Das Wohnhaus Alleestraße 10, Ecke Markt in Putbus (Rügen, Mecklenburg-Vorpommern) war das ehemalige Hotel Fürstenhof und stammt von 1819.
Das Gebäude steht unter Denkmalschutz.

## Geschichte

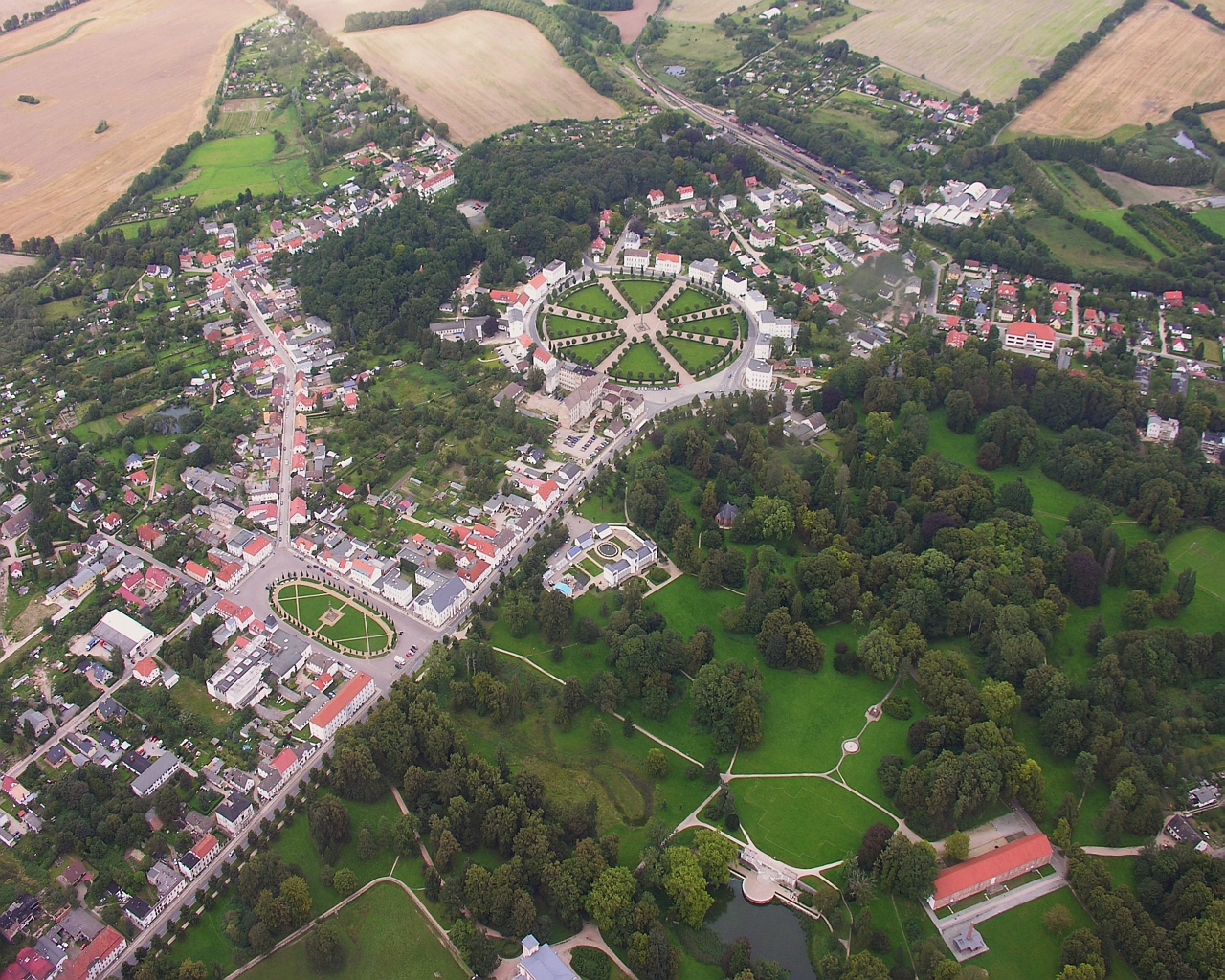
Das Haus links unten am ovalen Markt, Mitte oben der Platz Circus

Putbus mit 4435 Einwohnern (2019) wurde 1286 erstmals erwähnt. Als Residenzstadt auf Rügen wurde sie 1810 von Wilhelm Malte I. Fürst zu Putbus gegründet.
Das dreigeschossige 15-achsige verputzte klassizistische ehemalige Hotel Fürstenhof wurde 1819 für Karl Friedrich Graf von Hahn-Neuhaus (auch Theatergraf genannt) erstellt und 1834 aufgestockt. Hahn hat 1821 auch das Theater Putbus errichtet, für das er das Hotel baute.
Das Gebäude war ab 1956 auch das Theaterwohnheim des Theaters Putbus. Es wurde mehrfach in den 1970er und 1980er Jahren umgebaut. Es war dann Wohnhaus und Verkaufseinrichtung mit mehreren Läden. Nach der Sanierung und dem Umbau (Entkernung) wurden 2000 im Rahmen der Städtebauförderung durch die stadteigene Wohnungsgesellschaft 22 Wohneinheiten geschaffen.